# Der Selbstmord Europas
Der Selbstmord Europas: Immigration, Identität, Islam (Original: The Strange Death of Europe: Immigration, Identity, Islam) ist ein 2017 erschienenes Buch des britischen Autors und Publizisten Douglas Murray. Die deutsche Übersetzung erschien 2018 in der Edition Tichys Einblick.
Der Titel des Buches ist eine Anspielung auf das klassische Werk The Strange Death of Liberal England des Historikers George Dangerfield von 1935.

## Aussagen

### Kernaussage

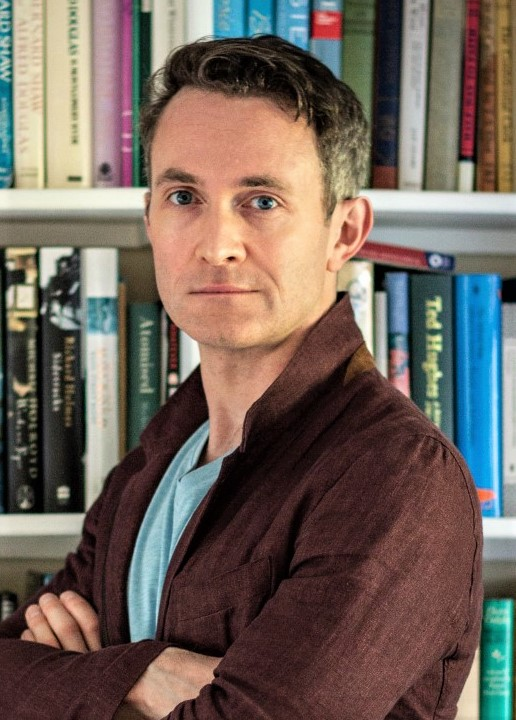
Douglas Murray (2019)

Murray vertritt die Auffassung, dass die europäische Zivilisation nicht überleben werde, und nennt zwei Hauptursachen: Die erste sei die Masseneinwanderung nach Europa in Verbindung mit niedrigen Geburtenraten der einheimischen Bevölkerung. Die zweite sei, dass Europa sein Vertrauen in die eigene Tradition und Rechtmäßigkeit verloren habe.

### Organisierte Selbstverleugnung
Das Selbstverständnis (Identität) der Europäer habe in der Vergangenheit eine Grundlage gehabt, die aus geschichtlich herauskristallisierten Werten bestand – wie etwa dem Prinzip der Herrschaft des Rechts. Heute dagegen sei dieses traditionelle Selbstverständnis von den etablierten Machtzentren durch eine Ideologie des angeblichen „Respekts“ und der angeblichen „Toleranz“ gegenüber allem Fremdem unter dem Deckmantel einer angeblich erstrebenswerten „Diversität“ (Vielfalt) untergraben worden. Diese Art der organisierten Selbstverleugnung könne zwar noch ein paar Jahre zu verkraften sein, sie sei jedoch keine hinreichende Voraussetzung für den notwendigen inneren Zusammenhalt, den eine Gesellschaft brauche, um überleben zu können.

### Verlust des Zusammenhalts
Murray führt eine Vielzahl von Belegen für den Verlust des gesellschaftlichen Zusammenhalts in europäischen Ländern an. Zum Beispiel berichtet er über einen erfolgreichen Schulleiter in der englischen Großstadt Bradford (West Yorkshire), der seine Stelle verloren habe, nachdem er einen Artikel für die kleine Vierteljahreszeitschrift The Salisbury Review geschrieben habe. Dort habe er erwähnt, dass manche muslimische Väter ihren Töchtern verböten, am Tanzunterricht, an Schauspielgruppen und am Sport teilzunehmen, und dass die Behörden dazu schwiegen. Der muslimische Bürgermeister von Bradford habe daraufhin im Zuge einer landesweiten Kampagne die Entlassung des Schulleiters betrieben. Die Entlassung sei zwar gerichtlich aufgehoben worden, weitere Kampagnen hätten jedoch dazu geführt, dass der Schulleiter – obwohl erst 51 – sich am Ende gezwungen gesehen habe, einer Frühpensionierung bei Fortzahlung seines Gehalts und einer zusätzlichen Abfindung zuzustimmen. Für Murray sind derartige Vorfälle Anzeichen einer Segregation und der Herausbildung von Parallelgesellschaften. Siehe auch Islamismus.

## Rezeption
Das Buch war in Großbritannien auf den Bestsellerlisten, und die deutsche Ausgabe erreichte bereits im dritten Jahr die siebte Auflage. In der Times kritisierte Clive Davis, dass Murrays Argumente in einer „Tirade über Masseneinwanderung und die angebliche Todessehnsucht unseres Kontinents verpackt“ seien, „die so reißerisch ist, dass sie sich oft wie ein überdrehter Breitbart-Leitartikel liest.“ In der Sunday Times hingegen sah Rod Liddle das Buch als „brillantes, wichtiges und zutiefst deprimierendes Buch.“
Paul Simon schrieb in der ZEIT, am Beispiel Murrays lasse sich beobachten „wie beim Thema Einwanderung Liberale zu Rechten werden“. Murray nehme es mit der sachlichen Richtigkeit nicht genau und spiele auf rechte Verschwörungstheorien an. Das Buch sei dementsprechend „vor allem eine Buch gewordene Filterblase. Und ein rechtes Manifest“. Im Guardian schrieb Gaby Hinsliff, es handle sich um für die Mittelschicht aufpolierte Fremdenfeindlichkeit, Jonathan Portes beschrieb das Buch als abgeschwächte Form der Verschwörungstheorie des Großen Austauschs. Pankaj Mishra verriss das Buch in der New York Times als „praktische Zusammenfassung rechtsextremer Klischees (a handy digest of far-right clichés).“

## Bibliographie
- Douglas  Murray: The Strange Death of Europe: Immigration, Identity, Islam. Bloomsbury Continuum, London 2017, ISBN 978-1-4729-4224-1 (englisch).
  - deutsche Übersetzung: Der Selbstmord Europas: Immigration, Identität, Islam. Edition Tichys Einblick. FinanzBuch Verlag, München 2018, ISBN 978-3-95972-105-9. Übersetzt von Krisztina Koenen.